# Claude Génetay
Claude Marcel Génetay, född 6 november 1917 i Oscars församling i Stockholm, död 21 juli 1992 i Engelbrekts församling, Stockholm var en svensk cellist, dirigent och musikadministratör.
Génetay studerade vid Stockholms musikkonservatorium 1935–1941. Han var lärare vid SMI 1960–1964 och 1968–1974. Han var tredje konsertmästare i Sveriges Radios symfoniorkester 1947–1967, enhetschef vid Rikskonserter 1967–1970, kammarmusikchef vid Sveriges Radio 1970–1979 och biträdande musikchef 1979–1983. Han grundade och ledde Nationalmusei kammarorkester från 1961 och var medlem av Grünfarbkvartetten från 1950. Han invaldes som ledamot nr 775 av Kungliga Musikaliska Akademien den 30 september 1972 och var dess vice preses 1983–1988.
Génetay var gift 1941–1954 med tecknaren Britta Ridderstad och senare med filosofie doktor Birgitta Lagerlöf-Génetay. Han är begravd på Norra begravningsplatsen utanför Stockholm.

## Utmärkelser
- 1972 – Ledamot nr 775 av Kungliga Musikaliska Akademien
- 1982 – Svenska grammofonpriset för Johan Agrell: Sex Sinfonier
- 1983 – Svenska grammofonpriset för Johan Helmich Roman: Drottningholmsmusiken
- 1984 – Litteris et Artibus
- 1983 – Fonogrampriset för Musik från frihetstiden
- 1990 – Medaljen för tonkonstens främjande